# Langschwanzmaulwürfe
Die Langschwanzmaulwürfe (Scaptonyx) sind eine Säugetiergattung aus der Familie der Maulwürfe (Talpidae). Das Verbreitungsgebiet der Tiere umfasst das zentrale und südliche China sowie die angrenzenden nördlichen Regionen von Myanmar und Vietnam. Dort bewohnen sie vor allem gebirgige Landschaften mit waldreichem Bewuchs. Es handelt sich um kleine Vertreter der Maulwürfe, die äußerlich den Eigentlichen Maulwürfen ähneln. Abweichend von diesen ist der Schwanz aber deutlich länger und die mit Krallen ausgestatteten Füße sind weniger zum Graben geeignet. Über die Lebensweise der Tiere liegen aufgrund der seltenen Sichtungen bisher nur wenige Informationen vor. Die Gattung wurde im Jahr 1872 wissenschaftlich eingeführt. Die genauen Verwandtschaftsverhältnisse waren in der forschungsgeschichtlichen Vergangenheit häufiger in Diskussion. Aus genetischer Sicht bestehen engere Bindungen zu den Japanischen Spitzmullen und zum Amerikanischen Spitzmull. Aufgrund seiner anatomischen Eigenheiten, die sich unter anderem im Gebissaufbau finden, werden die Langschwanzmaulwürfe einer eigenen Tribus, den Scaptonychini, zugewiesen, deren einziges heutiges Mitglied sie darstellen. Ursprünglich war mit dem Langschwanzmaulwurf nur ein Vertreter anerkannt, eine Revision aus dem Jahr 2025 teilte die Gattung jedoch in drei Arten auf. Fossil reichen Funde aus dem engeren und weiteren Verwandtschaftskreis bis in das Oligozän zurück. Der Bestand der Langschwanzmaulwürfe wird als nicht gefährdet eingestuft.

## Merkmale

### Habitus
Die Langschwanzmaulwürfe gehören mit einer Kopf-Rumpf-Länge von 7,2 bis 8,8 cm zu den kleinsten Maulwürfen. Der Schwanz wird 3,1 bis 5,2 cm lang, was etwa 40 bis 60 % der Länge des restlichen Körpers entspricht. Das Körpergewicht variiert von 10,3 bis 17,1 g. Zwischen den einzelnen Arten bestehen nur wenige Größenunterschiede, Scaptonyx affinis ist jedoch durchschnittlich etwas leichter als der Langschwanzmaulwurf (Scaptonyx fusicauda) beziehungsweise Scaptonyx wangi und besitzt einen deutlich kürzeren Schwanz. In ihrem Erscheinungsbild ähneln die Langschwanzmaulwürfe weitgehend den Eigentlichen Maulwürfen (Talpini), ihr Körper ist aber insgesamt sehr klein. Äußere Ohren sind nicht erkennbar, die kleinen Augen werden von durchsichtiger Haut bedeckt. Die Schnauze ist lang, knorpelig und bis auf einzelne Tasthaare nackt. Das kurze weiche Fell zeigt auf dem Rücken eine dunkle graubraune bis samtfarben schwärzliche Färbung, die Unterseite ist manchmal etwas heller getönt. Auf beiden Körperseiten kommen verstreut weißliche Haare vor. Der Schwanz ist von Schuppen bedeckt. Er setzt relativ dick an der Basis und verschmälert sich zur Spitze. Die Haare weisen hier eine dunkelgraue oder hellbraune Farbgebung auf, wachsen aber eher spärlich und sind häufig radial angeordnet. Die vorderen Gliedmaßen, insbesondere die Vorderfüße, sind deutlich schlanker als bei den grabenden Maulwürfen, tragen dafür aber starke, seitlich etwas abgeplattete Grabkrallen. Die Hintergliedmaßen wirken eher schmal, ihre Krallen sind langgestreckt. Sowohl an den Vorder- als auch den Hinterfüßen verlaufen die Krallen gerade. Die Oberseite der Füße ist schuppig. An den Außenkanten wächst ein Haarbüschel, die Innenseiten sind nackt und fleischfarben. Die Länge des Hinterfußes beträgt 1,2 bis 1,7 cm.

### Schädel- und Gebissmerkmale
Der Schädel ist 23,2 bis 25,2 mm lang und am Hirnschädel9,9 bis 11,7 mm breit sowie 6,6 bis 7,8 mm hoch. Die Jochbögen spannen zwischen 7,7 und 8,7 mm auseinander. Das Rostrum erreicht zwischen den beiden mittleren Molaren eine Breite von  die Breite 5,8 bis 6,5 mm. Insgesamt wirkt der Schädel lang, schmal und niedrig, beim Langschwanzmaulwurf aber etwas robuster als bei den anderen beiden Arten. Der Jochbogen ist vollständig, wenn auch schwach ausgebildet. Das Gebiss der Langschwanzmaulwürfe besteht aus insgesamt 42 Zähnen, die Zahnformel lautet: {\displaystyle {\frac {3.1.4.3}{2.1.4.3}}}. Die oberen Schneidezähne sind vergleichsweise klein und spatelförmig. Der obere Eckzahn ist hingegen groß und besonders massiv bei Scaptonyx wangi. Im Unterkiefer wiederum zeigen sich der jeweils vorderste Prämolar deutlich vergrößert. Die obere Zahnreihe wird 9,9 bis 11,1 mm lang, die untere 7,7 bis 8,8 mm.

### Skelettmerkmale
Im Aufbau des Skelettes finden sich einzelne Merkmale, die im Unterschied zu den Eigentlichen Maulwürfen und den Neuweltmaulwürfen (Scalopini) auf eine weniger starke Anpassung an eine grabende Lebensweise hindeuten. Erkennbar wird dies am Schulterblatt mit seinem kleinen und schmalen Metacromion-Fortsatz (der am Acromion ansetzt), dem schlankeren Oberarmknochen oder dem vergleichsweise schlanken Schlüsselbein.

### Eimersches Organ
Auf der unbehaarten Nase der Langschwanzmaulwürfe kommen analog zu vielen grabenden Maulwürfen kleine buckelartige Aufwölbungen vor, die einen Durchmesser von gut 60 μm haben. In diese enden Nervenstränge, wodurch ein feinfühliges Tastwerkzeug entsteht, das Eimersche Organ. Es ist bei den Langschwanzmaulwürfen aber bisher nur ungenügend untersucht.

### Genetische Merkmale
Untersuchungen an den Chromosomen wurden bisher nur für Scaptonyx affinis vorgelegt. Dessen diploide Chromosomensatz lautet 2n = 34. Alle Autosomen sind zweiarmig, sie bestehen aus 12 meta- bis submetazentrischen, 3 subtelozentrischen und 2 acrozentrischen Paaren. Das erste Chromosom ist groß und metazentrisch. Das Y-Chromosom ist klein und fleckenartig, das X-Chromosom klein und metazentrisch. Die Aufteilung der Chromosomen ergibt eine Anzahl an Armen der Autosomen (fundamentale Anzahl) von 64. Das vollständige mitochondriale Genom des Langschwanzmaulwurfs besteht aus 16.602 Basenpaaren.

## Verbreitung und Lebensraum

Verbreitungsgebiet der Langschwanzmaulwürfe

Die Langschwanzmaulwürfe leben im südlichen und zentralen China. Verbreitungsschwerpunkt bilden die Provinzen Sichuan und Yunnan, daneben kommen die Tiere auch in Shaanxi, Chongqing, Guizhou und in Qinghai vor. Weitere Nachweise stammen aus dem nördlichen Myanmar und Vietnam. Der Lebensraum umfasst die gebirgigen Regionen rund um das Sichuan-Becken und südlichen bis südwestlich anschließend mit einer Höhenverteilung zwischen 1700 und 4500 m Meeresspiegelhöhe, die mit Laub- und Nadelwäldern oder Büschen bestanden sind. Zudem werden auch Weideflächen genutzt. Die Böden sollten locker und feucht sein. In Vietnam wurden einzelne Beobachtungen in rund 1300 m Höhenlage getätigt. Das Habitat überschneidet sich weitgehend mit denen der Spitzmausmaulwürfe (Uropsilinae), im nördlichen Vietnam auch mit dem der Südostasiatischen Maulwürfe (Euroscaptor).

## Lebensweise
Bislang wurden nur wenige Exemplare der Langschwanzmaulwürfe bezüglich ihres Verhaltens untersucht, so dass über die Lebensweise und die Fortpflanzung so gut wie nichts bekannt ist. Die Tiere leben weitgehend unterirdisch oder versteckt und legen oberflächennahe Gänge und Tunnel an. Teilweise verlaufen diese auch durch Laubschichten. Als Nahrung dienen Ameisen, Insekten und Regenwürmer, zudem weiche Wurzeln und Stämme.

## Systematik
Die Langschwanzmaulwürfe sind eine Gattung aus der Familie der Maulwürfe (Talpidae). Innerhalb dieser werden sie zur Tribus der Scaptonychini gestellt, welche monotypisch ist. Einige Systematiken ordnen die Gattung auch zu den Japanischen Spitzmullen (Urotrichini). Molekulargenetischen Untersuchungen zufolge sind beide Gruppen eng miteinander verwandt, unterscheiden sich aber anatomisch im Gebissaufbau. Sie formen gemeinsam mit dem Amerikanischen Spitzmull (Neurotrichini) eine monophyletische Einheit. Bei allen handelt es sich um nur teilweise an ein unterirdisches Leben angepasste Maulwürfe. Die Trennung von den anderen Linien der Maulwürfe erfolgte bereits im Oberen Eozän vor rund 37 Millionen Jahren, während die Aufspaltung der Gemeinschaft sich im Zeitraum vor 30 bis 27 Millionen Jahren im Oligozän ereignete. Die nächstverwandte Gruppe findet sich in einer gemeinsamen Klade bestehend aus den Eigentlichen Maulwürfe (Talpini), den Desmanen (Desmanini) und dem Sternmull (Condylurini). Übergeordnet werden diese Linien in die Unterfamilie der Altweltmaulwürfe (Talpinae) verwiesen. Dieser gehören zusätzlich noch die Neuweltmaulwürfe (Scalopini) an. Die Altweltmaulwürfe vereinigen sowohl unterirdisch lebende als auch an eine semi-aquatische Lebensweise angepasste Tiere aus Eurasien und aus Nordamerika. Die genetischen Analysen zeigten zudem eine recht frühe Aufspaltung der Gattung der Langschwanzmaulwürfe auf, die bis in das Untere Miozän vor etwa 18 Millionen Jahren zurückreicht.
Insgesamt sind innerhalb der Gattung drei Arten anerkannt. Die gesamte Tribus gliedert sich daher folgendermaßen:
- Tribus: Scaptonychini Van Valen, 1967

- Scaptonyx Milne-Edwards, 1872

- Scaptonyx fusicauda Milne-Edwards, 1872; in Sichuan
- Scaptonyx affinis Thomas, 1912; extrem südöstliches Qinghai, Yunnan und südliches Guizhou, eventuell auch nördliches Myanmar und Vietnam
- Scaptonyx wangi Song & Jiang, 2025; vom nordöstlichen Myanmar bis in das westliche Yunnan

Innerhalb der Gattung Scaptonyx wurden darüber hinaus mehrere fossile Formen benannt. Dazu gehören Scaptonyx edwardsi und Scaptonyx dolichochir, beide von Claude Gaillard im Jahr 1899 anhand von Oberarmknochen aus der miozänen Fundstelle La Grive-Saint-Alban im südöstlichen Frankreich eingeführt. Während Gaillard bei letztgenannter Form unsicher über die genaue Stellung war, verwies sie J. Howard Hutchison im Jahr 1974 zu den Japanischen Spitzmullen. Weiteres Fundmaterial stammt unter anderem aus Polen, dieses wurde wiederum im Jahr 2013 mit der Gattung Quyania in Verbindung gebracht, die allerdings dem Amerikanischen Spitzmull näher steht. Für Scaptonyx edwardsi besteht hingegen die Möglichkeit einer Stellung innerhalb der Scaptonychini, wobei eine Zuordnung zu einer eigenen Gattung favorisiert wird. Eine weitere miozäne Art, Scaptonyx jaegeri, basierend auf einem Teilskelett aus Viehhausen bei Regensburg, gehört heute zu Mygalea aus dem Verwandtschaftskreis der Desmane.
Die Scaptonychini enthalten zudem eine fossile Gattung:
- Mongoloscapter Lopatin, 2002

Ursprünglich wurden auch Geotrypus, Myxomygale und Mygatalpa den Scaptonychini zugeschlagen, was weitgehend auf Leigh Van Valen aus dem Jahr 1967 zurückgeht. Spätere anatomische und stammesgeschichtliche Analysen zweifeln diese Ansicht aber an und verweisen die genannten Gattungen anderen Linien der Maulwürfe zu.

## Forschungsgeschichte

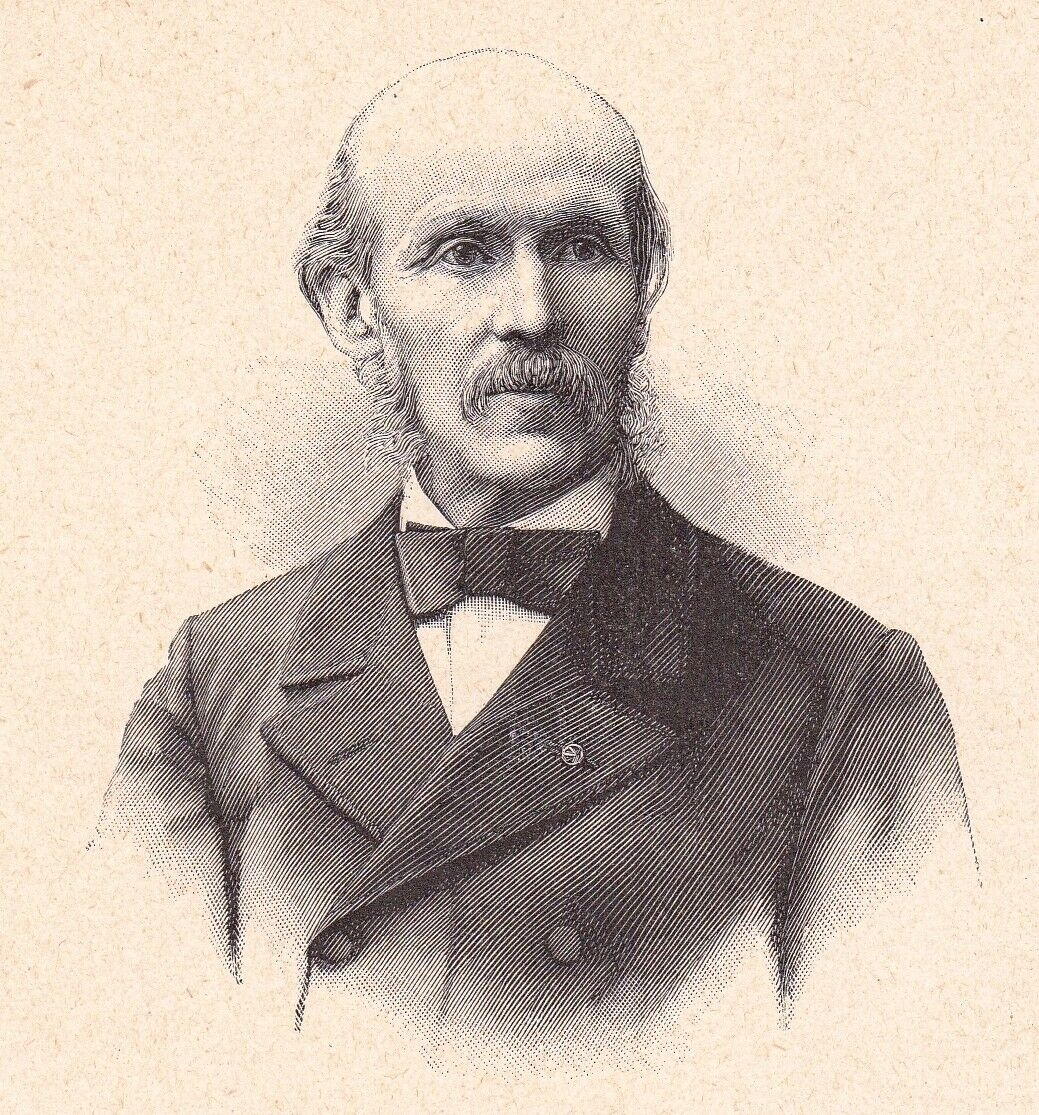
Alphonse Milne-Edwards

Die wissenschaftliche Erstbeschreibung der Langschwanzmaulwürfe wurde im Jahr 1872 von Alphonse Milne-Edwards erstellt. Er tätigte dies im Rahmen eines recht umfangreichen Werkes über die Tierwelt Ostasiens, das er gemeinsam mit seinem Vater Henri Milne-Edwards herausgab. Zuvor erwähnte er die neue Gattung in einer kurzen Notiz in einem Museumsbericht. Den Gattungsnamen Scaptonyx leitete Milne-Edwards von den griechischen Wörtern σκάπτω (skapto) für „graben“ und ὀνυχ (onyx) für „Klaue“ oder „Nagel“ ab. In beiden Publikationen verband er die neue Gattung mit der ebenfalls von ihm aufgestellten Art des Langschwanzmaulwurfs, den er in der kurzen Notiz zuerst mit Scaptonyx fusicauda, in seiner ausführlichen Beschreibung allerdings mit fusicaudatus bezeichnete. Das Belegexemplar der Art stammte aus dem Grenzgebiet der heutigen chinesischen Provinzen Sichuan und Qinghai. Oldfield Thomas benannte im Jahr 1912 mit Scaptonyx fusicaudatus affinis die neben der Nominatform damals zweite Unterart. Das dafür verwendete Individuum wurde im nördlichen Yunnan aufgesammelt.
Lange Zeit blieb der Langschwanzmaulwurf der einzige Vertreter seiner Gattung, dem lediglich zwei Unterarten zugewiesen wurden. Aufgrund abweichender morphologischer Merkmale unterschieden einzelne chinesische Wissenschaftler Anfang der 2000er Jahre mit S. f. gaoligongensis eine weitere Form aus dem Gaoligong Shan im äußersten Westen des Verbreitungsgebietes, da jedoch eine Merkmalsbeschreibung fehlte, galt die Bezeichnung als nomen nudum. Genetische Analysen aus dem Jahr 2016 ergaben dann eine tiefe Spaltung der Langschwanzmaulwürfe, wodurch sich wenigstens zwei eigenständige Linien differenzieren ließen. Eine dieser Linien betraf den eigentlichen Langschwanzmaulwurf, die andere die Tiere des Gaoligong Shan. Die Trennung war bereits im Unteren Miozän vor etwa 20 bis 18 Millionen Jahren erfolgt. Es wurde daher vermutet, dass die Langschwanzmaulwürfe mehrere kryptische Arten enthalten. Eine drei Jahre später veröffentlichte umfassende genetische Studie an mehr als 110 Tieren aus dem gesamten Verbreitungsgebiet der Langschwanzmaulwürfe konnte dies bestätigen. Sie erbrachte darüber hinaus Hinweise darauf, dass sich die Langschwanzmaulwürfe auf wenigstens 17 taxonomische Einheiten verteilten, die in drei hauptsächliche Kladen zusammenfasst werden konnten. Clade I repräsentierte hierbei den Bestand aus dem Gaoligong Shan, Clade II umfasste Tiere aus der Gebirgsregion nordwestlich des Sichuan-Beckens einschließlich der Typusregion von S. f. fusicauda, während sich Clade III auf das restliche Verbreitungsgebiet verteilte und auch die Terra typica von S. f. affinis mit einbezog. Im Jahr 2025 führte ein Wissenschaftlerteam um Song Wen-Yu eine Revision der Langschwanzmaulwürfe durch. Es basierte diese auf die bisherigen Untersuchungsergebnisse, ergänzte sie aber auch um weitere genetische und morphologische Analysen. Die Forscher erkannten die drei Kladen als jeweils eigenständige Arten an und teilte die Langschwanzmaulwürfe somit auf. Neben dem eigentlichen Langschwanzmaulwurf wurde die bisher zweite Unterart mit Scaptonyx affinis auf Artebene gehoben. Die Population aus dem Gaoligong Shan beschrieben sie hingegen unter der Bezeichnung Scaptonyx wangi als dritte Art neu. Da vor allem die Clade III aber mehrere Subklade aufwies merkten die Wissenschaftler an, dass sich noch weitere kryptische Arten verbergen könnten. Während Scaptonyx wangi bereits seit den erwähnten 20 bis 18 Millionen Jahren als eigenständige Linie besteht, trennten sich Scaptonyx affinis und der Langschwanzmaulwurf vor knapp 9,6 Millionen Jahren voneinander ab.
Die Tribus der Scaptonychini wurde im Jahr 1967 von Leigh Van Valen aufgestellt. Er trennte damit die Langschwanzmaulwürfe von den Japanischen Spitzmullen ab, was er unter anderem mit der abweichenden Anzahl der Prämolaren begründete. Im Folgejahr begrüßte J. Howard Hutchison die Einführung der übergeordneten Gruppe, fasste diese aber vor allem im Bereich der fossilen Formen als „Abfalleimertaxon“ für mehrere schlecht zuordenbare Gattungen aus dem eurasischen Raum auf. Die tatsächliche phylogenetische Stellung der Langschwanzmaulwürfe war lange Zeit in Diskussion. Die bereits von Alphonse Milne-Edwards erwähnte Vermittlerstellung zwischen den Eigentlichen Maulwürfen und den Japanischen Spitzmullen wurde von Glover M. Allen im Jahr 1938 erneut aufgegriffen. Allen sah eher Verbindungen zu den Japanischen Spitzmullen und zum Amerikanischen Spitzmull. Andere Autoren vermuteten später eine engere Stellung zu den Eigentlichen Maulwürfen, was unter anderem durch mehrere morphologische Analysen untermauert werden sollte. Die seit den beginnenden 2000er Jahren an Maulwürfen durchgeführten molekulargenetischen Studien standen jedoch im Konflikt zu dieser Annahme. Die so erwiesene nähere Beziehung der Langschwanzmaulwürfe zu den verschiedenen Spitzmullen fand auch durch weitere anatomische und phylogenetische Untersuchungen Stütze.

## Stammesgeschichte
Die Scaptonychini sind fossil bisher nur selten vertreten. Als ältester heute anerkannter Angehöriger gilt Mongoloscapter. Das Typusmaterial der Form wurde in den oberen Abschnitten der Hsanda-Gol-Formation im Tal der Gobiseen in der zentralen Mongolei geborgen, diese datiert in das Oligozän. Es handelt sich hierbei um ein Fragment eines Unterkiefers, an dem die beiden hinteren Mahlzähne ausgebildet sind. Die Typusfundstelle ist Tatsin Gol. Ein weiteres Unterkieferfragment der Gattung wurde aus der gleichen Formation an der Lokalität Tsakhir-Ula geborgen. Die Region ist vergleichsweise reich an fossilen Maulwürfen, die bisher aber nur ungenügend bestimmt sind. Deutlich näher verwandt mit den Langschwanzmaulwürfen sind dann Funde von „Scaptonyx“ edwardsi. Diese kamen verschiedentlich an europäischen Fundstellen des Miozäns zu Tage. Neben der Typusfundstelle von La Grive-Saint-Alban in der französischen Region Auvergne-Rhône-Alpes können unter anderem die Spaltenfauna von Nová Ves u Nového Města na Moravě im zentralen Tschechien und die Fossilreste aus der Oberen Süßwassermolasse von Rembach und Rauscheröd in Niederbayern sowie jene aus Anwil im Umland von Basel genannt werden. In der Regel handelt es sich um Gebissreste oder Einzelzähne, seltner auch um Teile des Bewegungsapparates.

## Bedrohung und Schutz
Die IUCN führt lediglich den Langschwanzmaulwurf als Gesamtpopulation und listet diesen in der Kategorie „nicht gefährdet“ (least concern). Die Einschätzung beruht auf der weiten Verbreitung der Art und ihrer angenommenen hohen Bestandszahl. Sie kommt in mehreren Naturschutzgebieten vor, allerdings sind zum weiteren Schutz genauere Untersuchungen zur Verbreitung, Häufigkeit, den natürlichen Bedürfnissen und potentiellen Gefährdungen notwendig.